# Stony Point, Michigan
Stony Point är en ort i Monroe County i delstaten Michigan, USA.